# До града е близо
„До града е близо“ е български игрален филм (драма) от 1965 година на режисьора Генчо Генчев, по сценарий на Гено Генов и Тодор Стоянов. Оператор е Стоян Злъчкин. Музиката във филма е композирана от Атанас Бояджиев.

## Актьорски състав
- Людмила Чешмеджиева – Катя
- Валентин Русецки – Иван
- Андрей Аврамов – Христо
- Иван Кондов – Балтов
- Иван Андонов – Школникът
- Наум Шопов – Златев
- Георги Черкелов – Колев
- Иван Братанов
- Димитър Панов
- Найчо Петров
- Никола Дадов
- Йоана Витковска
- Георги Банчев
- Христо Стефанов
- Васил Спасов
- Васил Проданов
- Стоян Сърданов
- Гено Недялков